# Josep Rondissoni
Giuseppe Rondissone Battù (Turín, Italia, 1890 - Barcelona, España, 1968), conocido en español como José Rondissoni y en catalán como Josep Rondissoni, fue un cocinero italiano, quizá de origen suizo, establecido en Cataluña. Poco se conoce de su vida personal, pero se le considera uno de los chefs más influyentes de la cocina catalana del siglo XX. Dirigió restaurantes y tiendas de comida, publicó varios libros e impartió clases de cocina.

## Biografía
Según la Gran Enciclopedia Catalana, Josep Rondissoni nació en Turín, en 1890, con el nombre de Giuseppe. Sin embargo, su origen es un misterio que él nunca esclareció. El investigador culinario catalán Josep Garcia i Fortuny dijo que «posiblemente era suizo, o bien de origen suizo».

### En París
Se formó en Francia durante los años 1900. A partir de 1905 trabajaría y aprendería haute cuisine en las cocinas Auguste Escoffier. Su rigor en cocina, organización de los menús, técnicas culinarias, los ingredientes, etc. tienen una marcada influencia de la cocina francesa.

### En Barcelona
Entre 1914 y 1915, Rondissoni se trasladó a Barcelona huyendo de la Primera Guerra Mundial. Fue chef en el Majestic, el Círculo del Liceo, el restaurante Pince, y del Casino de la Rabassada. Impartió clases en el Institut de Cultura de la Dona, que entonces dirigía la mecenas Francesca Bonnemaison, formando a centenares de mujeres barcelonesas en el arte culinario (tanto burguesas como sirvientas).  Comenzó en el Institut puntualmente en 1918 y a partir de 1921 trabajaría allí regularmente. Cada clase costaba 25 céntimos de peseta y Rondissoni cobraba entre 400 y 450 pta. No solo enseñaba técnicas, sino también nutrición y cultura culinaria. Sus cursos ocupaban todo el año académico; algunos de ellos eran diarios (cuina popular, de lunes a sábado) y otros semanales (cuina pràctica y cuina casolana, domingo a la tarde). Chef Rondissoni cocinaba frente a las gradas dispuestas con forma de semicírculo. También dio clases de cocina en l'Escola de la Dona, de la Diputació de Barcelona institución coetanea al Institut de Cultura, donde impartió clases de cocina a chicas de clase obrera de la ciudad de Barcelona.
Uno de sus platos estrellas, y por el que es conocido en Cataluña, son sus canelones. Se considera que Rondissoni introdujo los cannelloni italianos en Cataluña, y de ahí al resto de España. También introdujo recetas y productos de la tradición francesa: mantequilla, nuez moscada, salsa bechamel, trufa, champiñones, etc. 
También fue chef del Hotel Victoria, en Palma de Mallorca.

### Años 1930-1940
Entre 1930 y 1937, el chef Rondissoni dirigió la revista de cocina Menage. Junto con su mujer, Carolina Hermida, abrieron una charcutería-mantequería en La Rambla de Barcelona.
El gastrónomo Toni Massanés Sánchez remarca la evolución personal el estilo de cocina de Rondissoni; Durante la Posguerra Española, sus recetas se vuelven más austeras y menos sofisticadas. Chef Rondissoni aparece en un NO-DO de 1945. Fueron tomas grabadas de una clase cotidiana en el Institut, enseñando a las mujeres a hacer «pollo a la americana».

### En Sitges
Sitges es la última etapa profesional del chef Rondissoni. En 1955, alquiló el Restaurante Bar-Club La Cala, en la calle mayor de la localidad costera, a Pere Bloch Goctschel. Desde ese momento, La Cala se convirtió en uno de los referentes gastronómicos sitgetanos: la crema de ave, la sopa de pescado o los canelones de Rondissoni eran los platos estrella.

## Influencia
Se estima que durante los 25 años que fue profesor del Institut, dio clases a cerca de 40 mil amas de casa. Muchos libros sobre la cocina «tradicional catalana», como La casa de les aigües (2017) de Carme Martí o La cuina de l'àvia (1890) de Empar Sabata, son en realidad escritos por mujeres que fueron alumnas de Rondissoni.
Se le atribuye al Chef Rondissoni la introducción de los canelones, cierta pasta de origen italiano, que hoy día se preparan en Cataluña tradicionalmente por Sant Esteve (26 de diciembre), con las sobras de carne de la comida de Navidad. Sin embargo, se debate hasta qué punto influyó realmente pues ya desde los años 1920, se documenta la moda de las familias acomodadas de Barcelona de servir canelones por San Esteban. Lo que sí se sabe es que el Chef enseñó a cientos de mujeres catalanas la receta italiana de cannelloni alla Rossini, con foie, y los canelones a la nantesa, receta francesa con pescados y langostinos o gambas.
El gastrónomo catalán Manel Guirado i Cabezas recogió la obra de Rondissoni y en 2017 publicó el libro El llegat de Rondissoni ('El legado de Rondissoni').

## Obras
- Classes de cuina: curs 1924-1925
- Classes de cuina: curs 1925-1926
- Classes de cuina: curs 1927-1928
- Classes de cuina: curs 1930-1931
- Ménage (revista, entre 1931 i 1936)
- Neueste Kuechenrezepte (1932)
- Culinaria: mil recetas de cocina (1945)
- Deleites: la perfecta cocinera (1947)
- Golosinas: manual de pastelería, repostería y confitería (1948)
- Mis recetas culinarias: con repostería y pastelería (1951)